# Takifugu chrysops
Takifugu chrysops és una espècie de peix de la família dels tetraodòntids i de l'ordre dels tetraodontiformes.

## Morfologia
- Els mascles poden assolir 20 cm de longitud total.
- És de color blanc al ventre.[4][5]

## Hàbitat
És un peix marí i de clima temperat.

## Distribució geogràfica
Es troba a Àsia: el Japó.

## Observacions
No es pot menjar, ja que és verinós per als humans.